# Deskriptivní lingvistika
Deskriptivní lingvistika je obor jazykovědy zabývající se popisem konkrétních jazyků a jejich strukturou v jasně daném časovém rámci. Lingvisté pracují jak s tzv. synchronním pohledem (např. výzkum jazyka období středověku), tak také tzv. diachronním pohledem na jazyk, či nějaký jeho jev v perspektivě celého období jeho jazykového vývoje.